# Dlouho po půlnoci
Dlouho po půlnoci (1976, Long After Midnight) je povídková sbírka amerického spisovatele Raye Bradburyho. Obsahuje dvacet dva science fiction a hororových příběhů z let 1946–1976.

## Obsah sbírky
- The Blue Bottle (1950, Modrá láhev).[p 1] Povídka se odehrává na Marsu a vypráví o hledání tajemného marťanského artefaktu, mytické modré láhve, která má vlastníkovi přinášet štěstí.
- One Timeless Spring (1946, Věčné jaro), povídka česky nevyšla. Psychologicky příběh o konci dětství, ve kterém je dvanáctiletý mladík přesvědčen, že ho všichni chtějí otrávit.
- The Parrot Who Met Papa (1972, Papoušek, který znal tátu), povídka česky nevyšla, parodie na příběhy americké drsné školy. Novinář je najat, aby napsat příběh o papouškovi, který zmizel z baru na Kubě, kam často chodíval Ernest Hemingway..
- The Burning Man (1975, Hořící muž), povídka česky nevyšla. Chlapec a jeho teta svezou v horkém letním dni podivného stopaře.
- A Piece of Wood (1952, Kus dřeva).[p 2] Povídka vypráví o vynálezu, který dokáže všechny zbraně vyřadit z provozu a přeměnit je na nepoužitelný zrezivělý kov.
- The Messiah (1973, Mesiáš), povídka česky nevyšla. Příběh mladého kněze na Marsu, kterému se zjeví Marťan jako Ježíš.
- G.B.S.-Mark V (1976), povídka česky nevyšla. Vyprávění o přátelství člověka a robota během vesmírné cesty.
- The Utterly Perfect Murder (1971, Ideální vražda).[p 3] Příběh staršího muže, který se chce pomstít tyranovi z dětství. Ale když přijde do jeho domu, zjistí, že čas již udělal pomstu za něho.
- Punishment Without Crime (1950, Trest bez zločinu).[p 4] Jde o volné pokračování povídky Marionety a.s z autorovy sbírky Ilustrovaný muž. Manžel si pořídí loutku nenáviděné manželky. Za její zabití je pak obžalován z vraždy.
- Getting Through Sunday Somehow (1962, Jak jen přečkat neděli).[p 5] Povídka vypráví o jedné zimní neděli v Dublinu, kdy vypravěči harfenistka přemění depresivní den v nádherný zážitek.
- Drink Entire: Against the Madness of Crowds (1976, Proti šílenství davu), povídka česky nevyšla. Hrdina povídky je o noční procházce váben ke zvláštnímu obchodu v neosvětlené uličce. Zde může svou duši vyměnit za moc a sílu a za lásku krásné čarodějnice.
- Interval in Sunligh (1954, Mezera ve slunečním světle), povídka česky nevyšla. Příběh je o ženě, která cestuje Mexikem se svým panovačným a nedůtklivým manželem, který ji kontroluje a dohlíží na každý okamžik jejího dne.
- A Story of Love (1976, Příběh lásky).[p 6] Jde o příběh nenaplněné lásky. Na školu přichází nová, mladá a krásná učitelka. Každý ji má rád, ale nejvíc Bob Spaulding, téměř čtrnáctiletý předčasně vyspělý chlapec z její třídy.
- The Wish (1973, Přání), povídka česky nevyšla. Dva osamělí spisovatelé tráví vánoční večer spolu. Inspirován ukřižováním a zmrtvýchvstáním Ježíše Krista si jeden z nich přeje, aby jeho zesnulý otec na hodinu opět ožil.
- Forever and the Earth (1950, Věčnost a Země), povídka česky nevyšla. V daleké budoucnosti se bohatý finančník, který je neúspěšným spisovatelem, rozhodne přenést do svého času Thomase Wolfa.
- The Better Part of Wisdom (1976, Lepší část moudrosti), povídka česky nevyšla. Příběh přátelství mezi muži a chlapci.
- Darling Adolf (1976, Drahý Adolf), povídka česky nevyšla. Herec hrající Adolfa Hitlera se natolik sžije se svou postavou, že požaduje po producentovi, aby zinscenoval norimberský sjezd NSDAP, aby mohl čerpat sílu z davu.
- The Miracles of Jamie (1946, Jamieho zázraky), povídka česky nevyšla. Malý chlapec je přesvědčen, že je schopen dělat zázraky.
- The October Game (1948, Říjnová hra). [p 7] Během Halloweenu chystá manžel morbidní pomstu manželce, kterou nenávidí.
- The Pumpernickel (1951), povídka česky nevyšla. Muž si zakoupí v lahůdkářství pumpernickel (speciální žitný chléb) a vzpomíná nad ním na mládí a na piknik se svými přáteli.
- Long After Midnight (1963, Dlouho po půlnoci).[p 8] Policejní sanitka veze v noci po půlnoci do márnice tělo mladé dívky, která spáchala sebevraždu.
- Have I Got a Chocolate Bar for You! (1973, Mám pro vás čokoládovou tyčinku!).[p 9] Příběh kněze, který řeší, zda je posedlost čokoládou těžký hřích.

## Česká vydání
Z této sbírky vyšlo česky pouze devět povídek.
1. ↑  Povídka Modrá láhev vyšla česky ve výboru Kaleidoskop (1989 a 2009).
2. ↑  Povídka Kus dřeva vyšla česky ve výboru Kaleidoskop (1989 a 2009).
3. ↑  Povídka Ideální vražda vyšla česky v antologii Science Fiction 1989/2.-3.
4. ↑  Povídka Trest bez zločinu vyšla česky ve výboru Kaleidoskop (1989 a 2009).
5. ↑  Povídka Jak jen přečkat neděli vyšla česky ve výborech Kaleidoskop (1989) a Ilustrovaná žena a jiné povídky (2009).
6. ↑  Povídka Příběh lásky vyšla česky ve výborech Kaleidoskop (1989) a Ilustrovaná žena a jiné povídky (2009).
7. ↑  Povídka Říjnová hra vyšla česky v antologii Půlnoční stíny (1991).
8. ↑  Povídka Dlouho po půlnoci vyšla česky ve výborech Kaleidoskop (1989) a Ilustrovaná žena a jiné povídky (2009).
9. ↑  Povídka Mám pro vás čokoládovou tyčinku! vyšla česky ve výboru Mráz a oheň (1995).